# Blåtræ
Blåtræ (Haematoxylon campechianum), også kaldet kampechetræ eller brunspån, er et træ, der stammer fra Mexico. Det var tidligere en vigtig kilde til rødt farvestof. Træets videnskabelige navn betyder "blodtræ" (af græsk haima = "blod" +  xylon = "træ").

## Hjemsted
Det stammer fra Campeche delstaten på Yucatanhalvøen i Mexico. I dag findes det overalt i Mellemamerika.

## Anvendelse
I sin tid dannede eksporten af tømmeret grundlag for skabelsen af den nuværende stat Belize, som var centrum for udskibning af blåtræ til Storbritannien i det 17. århundrede. Tidligere har træet været brugt til farvning og til fremstilling af blæk. Veddet er stadig en vigtig kilde til udvinding af stoffet haematoxylin, der bruges som farvestof i vævsprøver.
Bark og blade bruges til forskellige, medicinske formål. 
| Portal | Portal:Botanik |

## Eksternt link
- Blåtræ og Brasiltræ Arkiveret 6. august 2011 hos  Wayback Machine

| Træ | Spire Denne artikel om træer er en spire som bør udbygges. Du er velkommen til at hjælpe Wikipedia ved at udvide den. |